# Тына
Тына (Чёрная) — река в Красноярском крае России, правый приток Елогуя. Длина — 168 км, площадь водосборного бассейна — 2170 км². Крупнейший приток — река Тынделем (длина — 94 км). Высота устья — 56 м над уровнем моря.
Система водного объекта: Елогуй → Енисей → Карское море.

## Данные водного реестра
По данным государственного водного реестра России относится к Енисейскому бассейновому округу, водохозяйственный участок реки — Енисей от впадения реки Подкаменная Тунгуска до впадения реки Нижняя Тунгуска, речной подбассейн реки — Енисей между впадением Подкаменной Тунгуски и Нижней Тунгуски. Речной бассейн реки — Енисей.
Код объекта в государственном водном реестре — 17010600112116100057538.